# سنت-ریتا، کبک
سنت-ریتا (به فرانسوی: Sainte-Rita) شهری در منطقه شهری له باسک ناحیه با-سن-لوران در استان کبک کانادا است. در سرشماری سال ۲۰۱۱ این شهر ۳۵۱ نفر جمعیت داشته‌است و مساحت آن ۱۴۲٫۸۸ کیلومتر مربع است.